# إليجاه هايوارد
إليجاه هايوارد هو محامي وقاضي وأمين مكتبة وسياسي أمريكي، ولد في 17 نوفمبر 1786 في Bridgewater, Massachusetts ‏ في الولايات المتحدة، وتوفي في 22 سبتمبر 1864 في مك كونيلسفيل في الولايات المتحدة. نشط حزبياً في الحزب الديمقراطي. وقد انتخب Supreme Court of Ohio ‏ وانتخب عضو مجلس نواب أوهايو ‏.